# うつのみや
株式会社うつのみやは、石川県金沢市に本社を置き、同県を中心に展開している日本の書店、楽器店。

## 概要
1879年（明治12年）2月11日に小松で絹問屋を営んでいた宇都宮源平によって、同地にて創業し、1893年（明治26年）に金沢市香林坊に出店した。徳田秋聲、泉鏡花、室生犀星も利用していた。石川県最古の書店チェーンで、社名は創業者の苗字である宇都宮を由来としている。
1898年（明治31年）に本店を金沢市片町に移転。翌1899年（明治32年）に北陸3県の官報販売所の指定を受ける（国内最古）。この他、旧制第四高等学校の数学の教科書も出版していた。1920年（大正9年）に株式会社として設立された。
日本海側で最初にキャッシュレジスターの導入も行っている。
書籍・雑誌以外にも教科書・文具・楽器・CD・DVD・官報を販売している。2010年（平成22年）夏、読み終えた本の買い取りサービスを導入した。

## 沿革
- 1879年（明治12年）2月11日：小松市で書店を創業。
- 1893年（明治26年）：金沢市香林坊に店舗を出店。
- 1898年（明治31年）：本店を金沢市片町に移転。
- 1899年（明治32年）：北陸3県の官報販売所の指定を受ける。
- 1920年（大正9年）：株式会社宇都宮書店を設立し法人化。
- 1957年（昭和32年）：音楽教室を開校。
- 1971年（昭和46年）：会社名を株式会社うつのみやに改称。
- 1993年（平成5年）：本店を金沢市片町から金沢市柿木畠へ移転、柿木畠本店を開業。
- 2016年（平成28年）：柿木畠本店を閉店、実質的な本店を香林坊東急スクエアへ移転[4][5]。
- 2020年（令和2年）6月6日：本社を金沢市玉鉾から同市増泉へ移転。

## 店舗

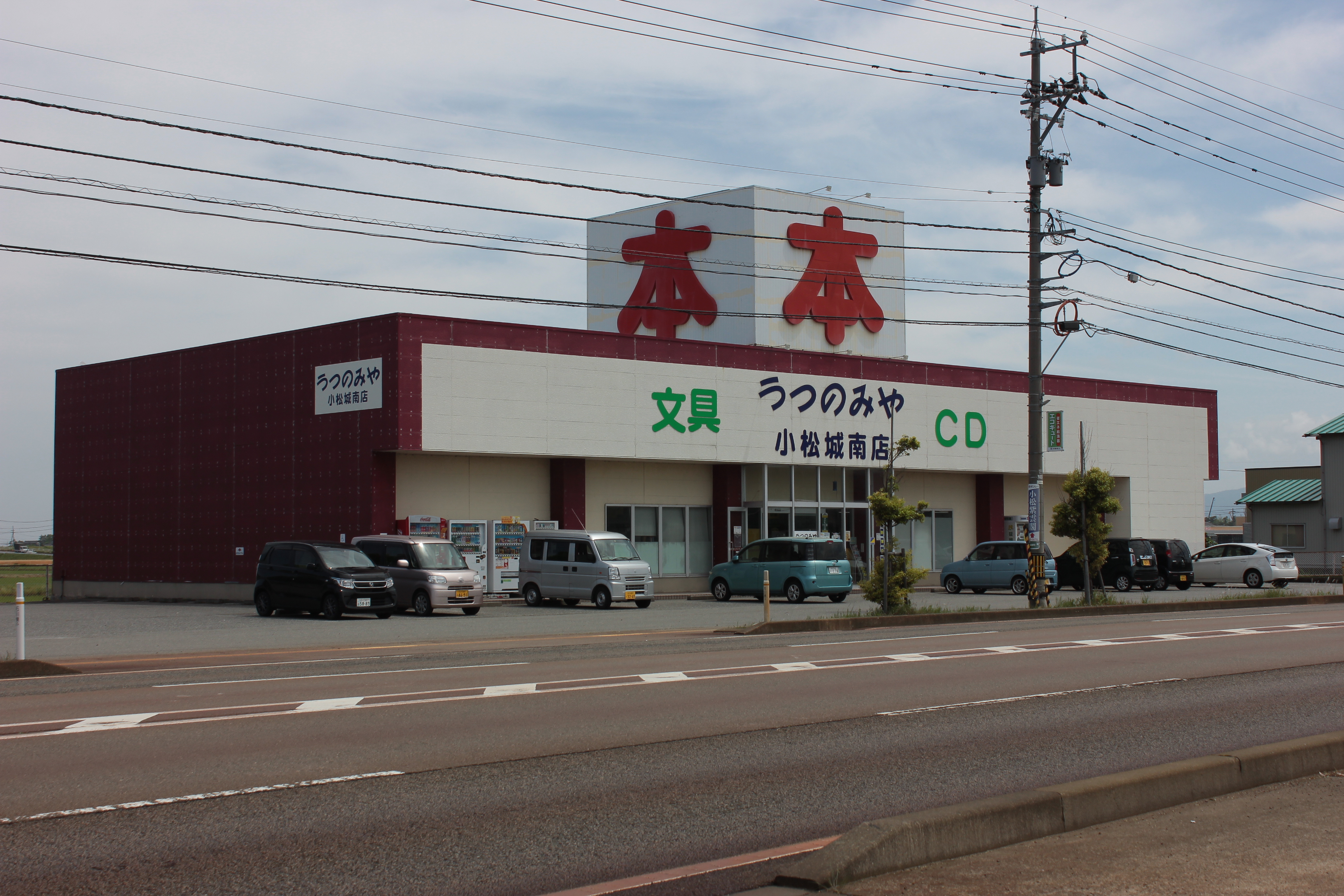
小松城南店（石川県小松市）

現在の店舗は、公式サイトの店舗案内を参照。この項目では2019年時点の主な店舗を記載する。
- 金沢香林坊店（香林坊東急スクエア内） - 金澤文豪カフェあんず（喫茶店）を併設。現在の事実上の本店。なお、旧柿木畠本店の跡地は、関西電力グループの関電不動産開発が取得し再開発により[6][7]、同社のマンション「シエリア金沢広坂」を分譲する予定となっている（シエリア金沢広坂公式サイトも参照）。
- 金沢百番街店
- 金沢医科大学病院店
- 野々市御経塚ミューズイン（楽器専門店）
- 石川県官報販売所[8]

## 関連会社・関連法人
- 株式会社石川県教科書販売所
- 有限会社うつのみやカルチャーセンター
- 有限会社宇都宮ビル管理
- 財団法人金沢スイミングクラブ